# Atkins (Familienname)
Atkins ist ein englischer Familienname.

## Herkunft und Bedeutung
Atkins ist ein Patronym und bedeutet Sohn des Atkins, ein mittelalterliches Diminutiv von Adam.

## Namensträger
- Anna Atkins (Anna Children; 1799–1871), englische Botanikerin und Illustratorin
- Ariel Atkins (* 1996), US-amerikanische Basketballspielerin
- Arthur Atkins (1925–1988), englischer Fußballspieler
- Benjamin Atkins (1968–1997), US-amerikanischer Serienmörder
- Bill Atkins (* 1939), englischer Fußballspieler
- Bob Atkins (* 1962), englischer Fußballspieler
- Boyd Atkins (1900–1965), US-amerikanischer Jazz- und Blues-Musiker
- Chester Burton Atkins (1924–2001), US-amerikanischer Country-Musiker, Gitarrist, Schallplattenproduzent, siehe Chet Atkins
- Chester G. Atkins (* 1948), US-amerikanischer Politiker
- Chet Atkins (1924–2001), US-amerikanischer Country-Musiker
- Christopher Atkins (* 1961), US-amerikanischer Schauspieler
- Chucky Atkins (* 1974), US-amerikanischer Basketballspieler
- Dana T. Atkins (* 1955), pensionierter Generalleutnant der US Air Force
- Daryl Atkins (* 1978), US-amerikanischer Verbrecher
- David Atkins (* 1955), australischer Produzent und Choreograf
- Dennis Atkins (1938–2016), englischer Fußballspieler
- Derrick Atkins (* 1984), Leichtathlet von den Bahamas
- Doug Atkins (1930–2015), US-amerikanischer American-Football-Spieler
- Ed Atkins (* 1982), britischer Künstler
- Eileen Atkins (* 1934), britische Schauspielerin und Drehbuchautorin
- Essence Atkins (* 1972), US-amerikanische Schauspielerin
- Frank Atkins (* 1944), britischer Radrennfahrer
- Fred Atkins (* 1944), australischer Radrennfahrer
- Geno Atkins (* 1988), US-amerikanischer American-Football-Spieler
- Gordon Lee Atkins (* 1937), kanadischer Architekt
- Henrico Atkins (* 1966), barbadischer Sprinter
- Henry Ernest Atkins (1872–1955), englischer Schachmeister
- Humphrey Atkins (1922–1996), britischer Politiker
- Ian Atkins (* 1957), englischer Fußballspieler und -trainer
- Ivor Atkins (1869–1953), walisischer Organist, Chorleiter und Komponist
- Jeanne Atkins (* 1949 oder 1950), US-amerikanische Politikerin (Demokratische Partei)
- Jeffrey Atkins (* 1976), US-amerikanischer Rapper, bekannt als Ja Rule
- Jill Atkins (* 1963), britische Hockeyspielerin
- Jim Atkins, US-amerikanischer Country-Musiker
- Joanna Atkins (* 1989), US-amerikanische Sprinterin
- John Atkins (1685–1757), Beschreiber der Schlafkrankheit in Guinea
- John Atkins (* 1942), britischer Radrennfahrer
- John DeWitt Clinton Atkins (1825–1908), US-amerikanischer Politiker
- Juan Atkins (* 1962), US-amerikanischer DJ
- Kyle Atkins (* 1986), US-amerikanischer Fußballschiedsrichter
- Lexi Atkins (* 1993), US-amerikanische Filmschauspielerin und Sängerin
- Lizzette Atkins, australische Filmproduzentin
- Mark Atkins (Musiker) (* 1957), australischer Musiker und bildender Künstler
- Mark Atkins (Fußballspieler) (* 1968), englischer Fußballspieler
- Mark Atkins (Filmemacher), US-amerikanischer Kameramann, Filmeditor und Regisseur
- Mark Atkins (Boxer) (* 1984), britischer Boxer
- Martin Atkins (Musiker) (* 1959), englischer Musiker
- Martin Atkins (Dartspieler, 1965) (* 1965), englischer Dartspieler
- Martin Atkins (Dartspieler, 1975) (* 1975), englischer Dartspieler
- Peter Atkins (Chemiker) (* 1940), britischer Physikochemiker
- Peter Atkins (Drehbuchautor) (* 1955), britischer Drehbuchautor
- Robert Atkins (Schauspieler) (1886–1972), britischer Schauspieler und Regisseur
- Robert Atkins (Mediziner) (1930–2003), amerikanischer Kardiologe und Ernährungswissenschaftler
- Robert Atkins (Politiker) (* 1946), britischer Politiker
- Rodney Atkins (* 1969), US-amerikanischer Country-Musiker
- Ron Atkins (Snookerspieler) (1937–2017), australischer Snookerspieler
- Ron Atkins (1936–2025), britischer Jazzautor, siehe Ronald Atkins (Autor)
- Ron Atkins (1916–2020), britischer Politiker der Labour Party, siehe Ronald Atkins (Politiker)
- Ronald Atkins (Politiker) (1916–2020) britischer Politiker, Unterhausabgeordneter
- Ronald Atkins (Autor) (1936–2025), britischer Jazzautor
- Ronnie Atkins (* 1964), dänischer Musiker
- Ross Atkins (* 1989), englischer Fußballspieler
- Roxanne Atkins (1912–2002), kanadische Hürdensprinterin
- Sharif Atkins (* 1975), US-amerikanischer Filmschauspieler und -produzent
- Susan Atkins (1948–2009), US-amerikanische Mörderin, Mitglied der Manson Family
- Tom Atkins (* 1935), US-amerikanischer Schauspieler
- Toni Atkins (* 1962), US-amerikanische Politikerin
- Trevor Atkins (1941–2022), englischer Fußballspieler
- Vera Atkins (1908–2000), britischer Offizier
- Victoria Atkins (* 1976), britische Politikerin
- Xavier Atkins, britischer Schauspieler